# ターニング・トルソ
ターニング・トルソ (Turning Torso) は、スウェーデンのスコーネ県 マルメにある超高層マンションである。

## 概要
54階建て、高さ193メートルで、スカンディナヴィアで一番高い建物である。2005年8月27日に正式オープンした。建築家サンティアゴ・カラトラヴァによるデザイン。
5つの階で1つのブロックを構成し、上に登るにつれてそれが徐々にねじれていくデザインになっている。最上階では1階に対して90度のねじれをもつ。下の2つのブロック、すなわち1階から10階まではオフィスとして貸し出されており、それより上の階は149世帯分の住宅になっている。高級アパートである。

## 外部リンク

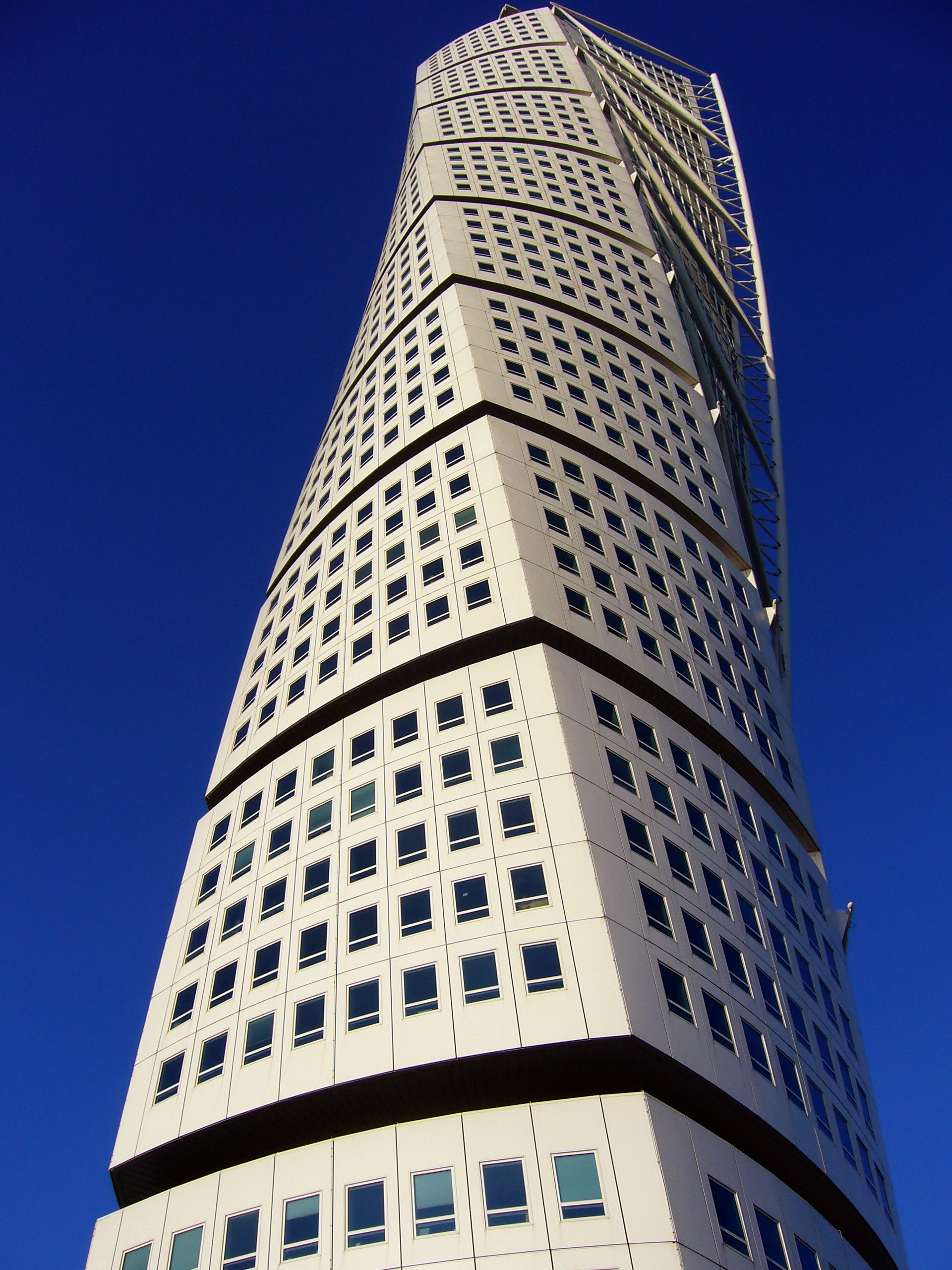
ターニング・トルソを下から見上げる。